# CNR (singolo)
CNR è un singolo di "Weird Al" Yankovic estratto dall'EP Internet Leaks, ma sarà presente nel suo prossimo album in uscita nel 2010.
Il brano è la parodia di stile dei The White Stripes.

## Significato
La canzone parla delle sovraumane gesta che Charles Nelson Reilly sarebbe in grado di fare, simile a quelle dei Chuck Norris facts.

## Tracce
1. CNR – 3:21

## Il video
Venne fatto un video animato da JibJab dove si vede, oltre alle gesta di Charles Nelson Rilley, la versione animata di Weird Al interpretare il chitarrista e cantante Jack White e la versione animata di Jon Schwartz interpretare la batterista Meg White.